# 有你的夏天
《有你的夏天》（日語：君がいた夏），是日本樂團Mr.Children的出道（第1張）單曲。1992年8月21日發行。

## 簡介
是Mr.Children正式出道之後的第一首單曲，原是收錄在同年5月發行的迷你專輯《EVERYTHING》中，後來以single-cut形式發行單獨單曲CD作為出道單曲。
《有你的夏天》的歌名來自於1988年馬克·漢蒙主演的的美國電影《重振雄風》（Stealing Home）的日本譯名。
初回限定盤包含一個小冊子，現時十分稀有。
副歌《Good-Bye My Gloomy Days》則收錄在專輯《Kind of Love》中。
單曲在Oricon公信榜單曲週榜中最高僅排行第69位，總銷量為2.17萬張。

## 收錄曲目
1. 有你的夏天（君がいた夏）
作詞、作曲：櫻井和壽；編曲：小林武史 & Mr.Children
2. Good-Bye My Gloomy Days（グッバイ・マイ・グルーミーデイズ）
作詞、作曲：櫻井和壽；編曲：小林武史 & Mr.Children
3. 有你的夏天 (Instrumental Version)

## 外部連結
- 唱片介紹 （页面存档备份，存于） Mr.Children官方網站